# Kinnikinnick
Kinnikinnick (også stavet kinnikinic,:71  kini-kenick,:313  killickinnick,:309  k’nick k’neck:395  og flere andre måder) er betegnelsen for forskellige blandinger tørrede plantedele, som mange indfødte amerikanere brugte til piberygning, især før kommerciel tobak blev let tilgængelig i det 20. århundrede. :8 
”Kinnikinnick” betyder ”det som er blandet” på algonkinsk, enten cree eller chippewa.:692  Kinnekinnick kunne gå under en anden betegnelse i andre stammer, som f.eks. larb blandt blackfoot folket.:528 
Kinnikinnick var værdsat af indfødte piberygere for den milde smag:541  og også af mange hvide pelsjægere og tidlige nybyggere, der fandt ren, ægte tobak for stærk.:8 

## Kinnikinnick i flere varianter
Der var flere varianter af kinnikinnick, men en udbredt blanding bestod af findelt eller smuldret Nicotina rustica (bondetobak), Rhus glabra (koralsumak) og den inderste, tynde bark af Cornus sericea (pilekornel).:8  Andre brugbare kornel-sorter var Cornus amomum:107  og Cornus stolonifera.:57  Lidt tilsat fedt hjalp til at holde det tørrede plantesmulder sammen.:8 
Visse arapahoer udelod koralsumakken i deres blend.:71  Tørrede og pulveriserede blade af en sort Viburnum ("arrowwood") var en rimelig erstatning for pilekornel i kinnikinnick.:313  Omahaerne kunne endvidere gøre brug af inderbarken af en bestemt slags vilde rosenbuske.:310  I mangel af den foretrukne Arctostaphylos uva-ursi (hedemelbærris) til kinnikinnick tørrede og pulveriserede indfødte i British Columbia bl.a både roden og bladene af den lokale baldrian (Valeriana sylvatica). Andre alternativer var bladene fra enten rosen- eller tranebærbuske (Vaccinium ovalifolium og Vaccinium parcifolium).:495  For ældre lakotaer interviewet i 2008 var kinnikinnick lig med tørrede plantedele af hedemelbærris.:539 